# Oost-Siberisch Bergland

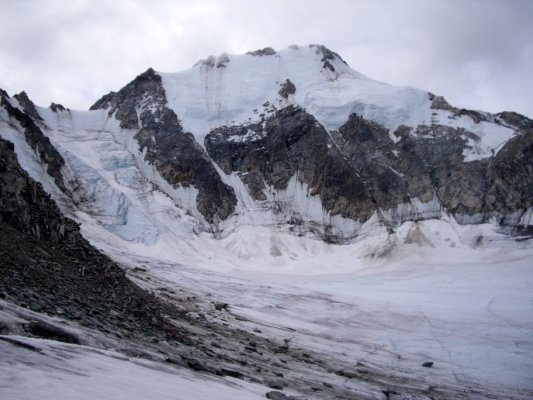

Het Oost-Siberisch Bergland is een van de acht Russische grootlandschappen en ligt in het Russische Verre Oosten, Rusland.

## Geografisch
Binnen Noordoost-Rusland, dat zich tussen de Noordelijke IJszee en de Grote Oceaan bevindt, strekt het Oost-Siberische Bergland zich uit. Het omvat een verzameling van aparte hooggebergten die zich in het westen vanaf de Centraal-Jakoetische Vallei (het brede dal van de Lena) over bijna 2700 km tot aan Kaap Dezjnjov uitstrekken. In het noorden ligt tussen deze formaties het Oost-Siberisch Laagland, in het zuidwesten gaan ze naadloos over in het Zuid-Siberisch Gebergte.

## Gebergten
De gebergten van het Oost-Siberisch Bergland (van West naar Oost):
- Verchojanskgebergte
- Hoogland van Ojmjakon
- Tsjerskigebergte
- Dzjoegzjoergebergte
- Momagebergte
- Joekagierenplateau
- Kolymagebergte
- Anjoejgebergte
- Korjakengebergte
- Anadyrplateau
- Anadyrgebergte
- Centraal Gebergte (Sredinnyj chrebet)

## Rivieren
Binnen het Oost-Siberisch Bergland ontspringen onder andere deze rivieren:
- Jana
- Indigirka
- Kolyma
- Anadyr
- Omolon

## Plaatsen
Het Oost-Siberisch Bergland is maar weinig ontsloten. De enige grote stad in het gebied is Jakoetsk. 